# Тростянецький машинобудівний завод
Тростянецький машинобудівний завод — підприємство у місті Тростянець Сумського району Сумської області України.

## Історія
У 1946 році відповідно до четвертої п'ятирічки четвертим п'ятирічним планом відновлення та розвитку народного господарства СРСР машиноремонтні майстерні відновленого цукрового заводу були виділені в окреме підприємство — ремонтно-технічні майстерні. .
До кінця п'ятирічки в 1950 році колектив майстерень освоїв виробництво тракторних лопат, відцентрових насосів, центрифуг безперервної дії, а також розробив власні зразки техніки (транспортер «Ленінець» і мішалка «Русселя»). За створення тракторної лопати головний інженер майстерень С. В. Литвинов був нагороджений Державною премією СРСР.
У 1950-х років майстерні було реконструйовано, розширено і перетворено на машинобудівний завод.
Станом на початок 1967 року завод був високомеханізованим підприємством, яке виробляло 45 видів машин і механізмів (насоси, буртоукладальники, мановакуумфільтри, сатураційні установки, машини для калібрування насіння та ін.).
У 1970—1980-ті роки завод спеціалізувався на виробництві обладнання для цукрової промисловості.
Загалом, за радянських часів машинобудівний завод входив до числа провідних підприємств міста.
Після проголошення незалежності України державне підприємство було перетворено на відкрите акціонерне товариство.
У травні 1995 року Кабінет міністрів України ухвалив рішення про приватизацію заводу.
Надалі підприємство було реорганізовано в товариство з обмеженою відповідальністю.

## Сучасний стан
Завод виробляє технологічне обладнання та запасні частини до нього для підприємств цукрової, спиртової, крохмало-патокової промисловості, а також енергетичне обладнання, металовироби та будматеріали.